# Intensiteit (verkeerskunde)

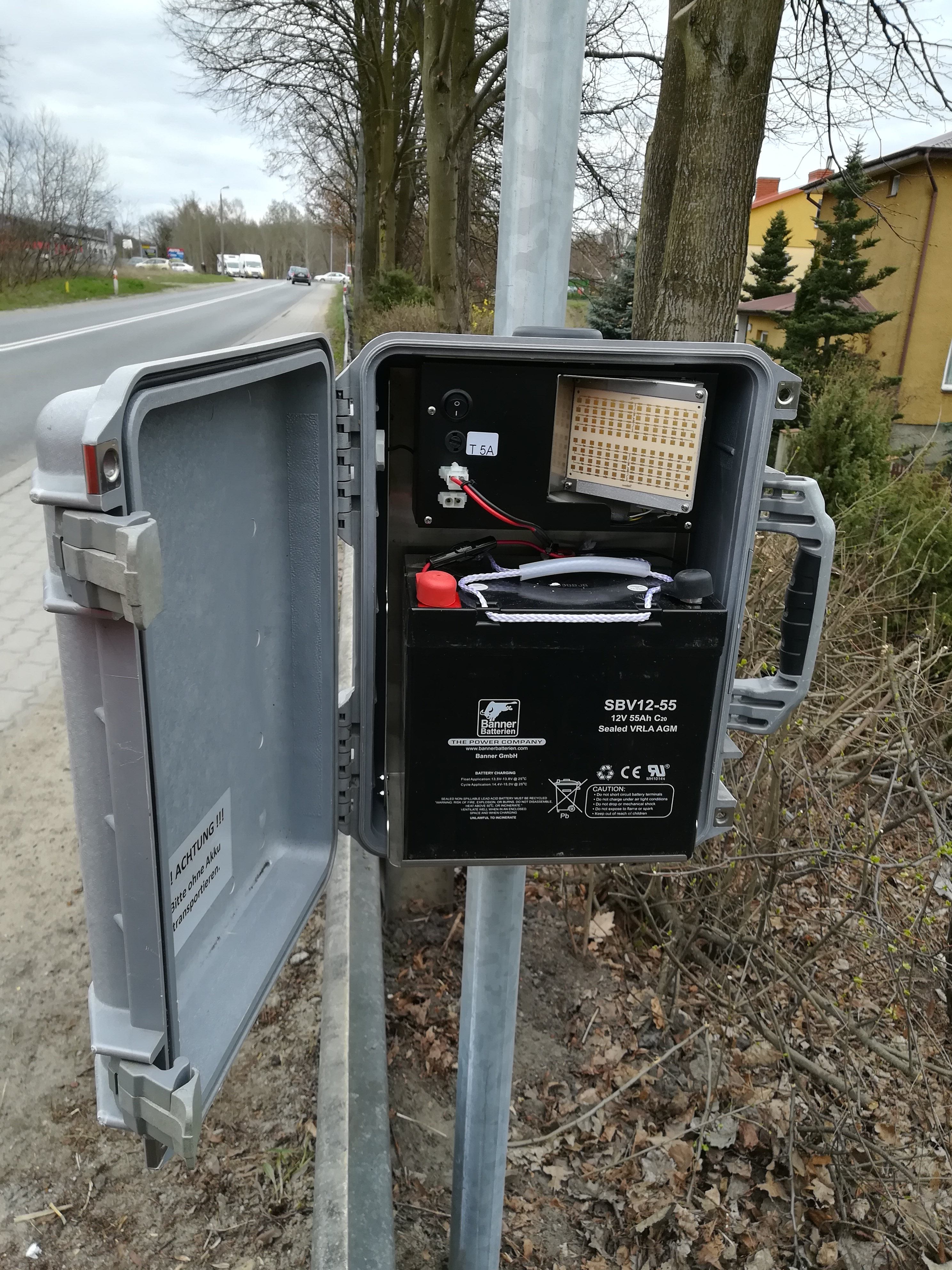
Verkeersstroommeter

De term intensiteit is binnen de verkeerskunde het aantal voertuigen per uur of per etmaal dat een zekere wegdoorsnede passeert. Meestal wordt de intensiteit elke 1 of 5 minuten bepaald (uit gegevens afkomstig van een voertuigdetector) en uitgedrukt als een waarde per uur. Als symbool wordt meestal q gebruikt. Zie verder verkeersafwikkeling. Een verkeersintensiteit van meer dan 100.000 voertuigen per etmaal kan op de drukste wegen in de Nederlandse Randstad, en steeds vaker daarbuiten, wel voorkomen.
De hoogste intensiteit die op een Nederlandse snelweg wordt gemeten, is op de A16 bij Rotterdam, op de van Brienenoordbrug in 2005: 229.000 voertuigen per etmaal. In Vlaanderen (België) wordt de hoogste intensiteit gemeten op de Ring rond Antwerpen (R1) tussen Berchem en Borgerhout met een werkdaggemiddelde in 2011 van 267.000 voertuigen. Op de M-30 in Madrid rijden 312.000 voertuigen per etmaal.
Op Amerikaanse snelwegen worden nog hogere intensiteiten bereikt, zoals op de Interstate 405 ten zuiden van Los Angeles, waar 390.000 voertuigen per etmaal rijden. Op de Highway 401 in Toronto rijden zelfs 432.000 voertuigen per etmaal.
Bij treinen bedoelt men met de intensiteit het aantal wagens (goederenwagens of reizigerswagons) dat per uur passeert.
Er treedt vaak verwarring op of er sprake is van beide richtingen totaal samengesteld of slechts in één richting, daarom dient dit erbij te worden gezet.